# Parafia św. Wita w Tuliszkowie
Parafia św. Wita w Tuliszkowie – rzymskokatolicka parafia położona w północno-zachodniej części powiatu tureckiego. Administracyjnie należy do diecezji włocławskiej (dekanat tuliszkowski). 
Tuliszkowska parafia została erygowana zapewne w XII wieku (do 1818 roku znajdowała się w archidiecezji gnieźnieńskiej).
W skład parafii wchodzą miejscowości: Tuliszków, Borek, Budki, Dryja, Grabowiec, Józinki, Kaliska, Kępina, Kiszewy, Korytno, Krępa, Nowy Świat, Ogorzelczyn, Sarbicko, Tarnowa, Wróblina oraz Wymysłów.
Przy parafii działa od 1924 chór.

## Proboszczowie i administratorzy parafii w XX wieku
- ks. Maksymilian Ostrzycki (1866–1902)
- ks. Stanisław Skulski (1902–1906)
- ks. Leopold Ciesielski (1906–1913)
- ks. Konstanty Kamieniecki (1914–1922)
- ks. Jan Nowicki (1922–1927)
- ks. Ignacy Bronszewski (1927–1928)
- ks. Mikołaj Kozłowski (1928–1931)
- ks. Roman Kmiecik (1931–1935)
- ks. Karol Cieśliński (1935–1938)
- ks. Jan Grabarczyk (1938–1942)
- ks. Wincenty Dudek (1945–1948)
- ks. Józef Dunaj (1948–1956)
- ks. Stanisław Żak (1956–1958)
- ks. Wacław Liśkiewicz (1958–1971)
- ks. Walerian Rędzia (1971–1996)
- ks. Stanisław Nowak (od 1996)